# Tato Cifuentes
Héctor Raúl Cifuentes Lira  (Santiago, Chile; 14 de octubre de 1925-Buenos Aires, Argentina; 30 de julio de 2017), más conocido como Tato Cifuentes, fue un humorista, actor, fonomímico, imitador, ventrílocuo y cantante chileno. Desarrolló una amplia parte de su carrera en Argentina y Uruguay.

## Carrera
Hijo del arquitecto Alejandro Cifuentes y Teresa Lira. Cifuentes fue un importante humorista que comenzó a trabajar a los 15 años y se constituyó en el primer fonomímico que existió en su país de origen.
Viajó a Argentina por unos días en 1950, y se quedó treinta exitosos años. Con su célebre frase «Yo soy Tatín, muy chiquitín, muy regalón», iniciaba su programa que cautivó la atención de los espectadores por largo tiempo. En teatro en Argentina trabajó en el Tabaris, El Nacional y el Cómico, entre otros. En 1979 hizo, en el Teatro Astros, la obra Es-conde el Draculín, junto a Jorge Porcel, Alberto Olmedo, Ethel Rojo, Juan Carlos Calabró, Mario Sapag y Susana Traverso, entre otros.
En 1974 participó como invitado en el XV Festival Internacional de la Canción de Viña del Mar en Chile. En Guayaquil (Ecuador) actuó en Los Copihues.

## Vida privada y salud
Tato Cifuentes estuvo casado seis veces. Su segundo matrimonio, con Beatriz Brito, a quien conoció en Argentina, dio fruto a sus tres hijos: Claudio, Sergio y Eliana. Duró 15 años. Eliana le dio tres nietos: Juan Manuel, Facundo y Leticia.  Tuvo un momento crítico en 2008 al ser diagnosticado con un cáncer de mama, por el que tuvo que someterse a varias sesiones de quimioterapia.
A principios de julio de 2017, se reportó que se encontraba luchando por su vida en un hospital de Buenos Aires a causa de un accidente doméstico, mientras vivía con su hijo. Tras caer en la ducha, sólo pudo ser rescatado después de dos horas. Esto derivó en una neumonía que lo mantuvo en riesgo vital. Con el transcurso de los días, logró una recuperación que le permitió comunicarse con sus seres queridos, sus amigos y algunos medios de comunicación. Incluso, manifestó muestras de agradecimiento hacia el plantel del club de fútbol chileno Universidad Católica, cuyos jugadores y su entrenador, Mario Salas, le enviaron un emotivo vídeo con saludos y buenos deseos. En su juventud, Cifuentes había sido jefe de barra del club.
Luego de dos semanas internado, Héctor "Tato" Cifuentes falleció el domingo 30 de julio de 2017, a causa de un paro cardiorrespiratorio. Tenía 91 años de edad. Su deceso fue confirmado por una de sus nietas, Florencia, a través de las redes sociales.

## Filmografía
- 1948: Cuidado con las imitaciones
- 1949: Imitaciones peligrosas
- 1962: Tiempo de crear, junto con María Elena Walsh y Nelly Botú.[9]

## Radio
Desarrolló una extensa carrera radiofónica en Chile, específicamente en Radio O'Higgins y Radio del Pacífico. Allí también hizo el programa Copucha, el colegial, "las aventuras de un niño travieso", con libretos de Eduardo De Calixto.
En Argentina trabajó junto a Carlos Ginés en Radio Belgrano en 1950. Con Antonio Carrizo hizo el programa Tatinadas en Radio El Mundo en 1957. Las audiciones de Tato Cifuentes fue uno de los ciclos más escuchados en la década de 1950. Popularizó los personajes de "Tatín" y "Tatiana".
Junto a Rubén Machado hizo Escalera a la fama, que tuvo una duración de veinte años. También trabajó con otras importantes figuras de la radiofonía, como Pablo Palitos, Tato Bores, Pepe Iglesias, Juan Carlos Mareco, Alberto Anchart, Víctor Slister, Edmundo Rivero y Los Cinco Grandes del Buen Humor.

## Televisión
En la pantalla chica argentina trabajó en numerosos programas, en algunos como figura exclusiva de Canal 13 y Canal 7, tales como:
- 1960: En casa de Tato, escrita también por él mismo.
- 1962: La calesita de Tatín[13]
- 1969: El club de los Tatines, junto con Héctor Sturman "Pandeleche", donde incorporó su famoso muñeco "Tatín".[14]
- 1970/1971: El club de Popeye
- 1972: Gran pensión El Campeonato[15]
- 1973: Tras el golpe de Estado en Chile de 1973, ingresó a Televisión Nacional de Chile, donde llenó el espacio dejado por el actor Jorge Guerra (Pin Pon), quien debió exiliarse en Cuba.
- La familia Gesa

## Etapa como cantante
En su etapa como cantante interpretó canciones infantiles que se presentaban en los famosos discos Organito. Entre algunos de sus más recordados temas se encuentran:
- El mambo de la chocolata
- Los diez perritos
- Los Tatines
- El conejito
- Mi abuelita
- El relojito
- Feliz Cumpleaños[16]

## Galardones
En 1962 recibió  el Premio Martín Fierro al mejor programa infantil por La Calesita de Tatín.